# Slittino ai II Giochi olimpici giovanili invernali - Singolo femminile
Nello slittino ai II Giochi olimpici giovanili invernali di Lillehammer 2016 la gara del singolo femminile si è tenuta il 15 febbraio a Lillehammer, in Norvegia, sulla pista olimpica omonima.
Hanno preso parte alla competizione 22 atlete in rappresentanza di 20 differenti nazioni. La medaglia d'oro è stata conquistata dalla canadese Brooke Apshkrum, davanti alla tedesca Jessica Tiebel, medaglia d'argento, e all'austriaca Madeleine Egle, bronzo.

## Risultato
| Pos. | Pett. | Atlete                   | Nazione     | 1ª manche | 2ª manche | Totale   | Distacco |
| ---- | ----- | ------------------------ | ----------- | --------- | --------- | -------- | -------- |
|      | 14    | Brooke Apshkrum          | Canada      | 53"165    | 52"861    | 1'46"026 | –        |
|      | 3     | Jessica Tiebel           | Germania    | 53"106    | 52"991    | 1'46"097 | +0"071   |
|      | 2     | Madeleine Egle           | Austria     | 53"165    | 53"102    | 1'46"267 | +0"241   |
| 4    | 6     | Tat'jana Tcvetova        | Russia      | 53"324    | 53"282    | 1'46"606 | +0"580   |
| 5    | 7     | Olesja Michajlenko       | Russia      | 53"315    | 53"299    | 1'46"614 | +0"588   |
| 6    | 12    | Vilde Tangnes            | Norvegia    | 53"545    | 53"339    | 1'46"884 | +0"858   |
| 7    | 18    | Verónica María Ravenna   | Argentina   | 53"511    | 53"405    | 1'46"916 | +0"890   |
| 8    | 1     | Tina Müller              | Germania    | 53"851    | 53"091    | 1'46"942 | +0"916   |
| 9    | 9     | Anda Upīte               | Lettonia    | 53"821    | 53"601    | 1'47"422 | +1"396   |
| 10   | 22    | Olena Smaha              | Ucraina     | 53"780    | 53"712    | 1'47"492 | +1"466   |
| 11   | 5     | Marion Oberhofer         | Italia      | 53"724    | 53"830    | 1'47"554 | +1"528   |
| 12   | 10    | Mihaela-Carmen Manolescu | Romania     | 53"950    | 53"777    | 1'47"727 | +1"701   |
| 13   | 17    | Michaela Maršíková       | Rep. Ceca   | 53"899    | 53"894    | 1'47"793 | +1"767   |
| 14   | 8     | Katarína Šimoňáková      | Slovacchia  | 54"127    | 54"072    | 1'48"199 | +2"173   |
| 15   | 16    | Nadia Chodorek           | Polonia     | 54"262    | 54"405    | 1'48"667 | +2"641   |
| 16   | 11    | Emili Jordanova          | Bulgaria    | 55"190    | 55"200    | 1'50"390 | +4"364   |
| 17   | 21    | Margot Boch              | Francia     | 57"674    | 53"913    | 1'51"587 | +5"561   |
| 18   | 13    | Anastasija Bogačeva      | Kazakistan  | 55"953    | 55"685    | 1'51"638 | +5"612   |
| 19   | 15    | Tove Kohala              | Svezia      | 54"945    | 57"326    | 1'52"271 | +6"245   |
| 20   | 20    | Beth Slade               | Australia   | 56"488    | 57"008    | 1'53"496 | +7"470   |
| 21   | 19    | Göksu Ozkaya             | Turchia     | 58"244    | 57"921    | 1'56"165 | +10"139  |
| '    | 4     | Ashley Farquharson       | Stati Uniti | DNF       | -         | DNF      | -        |

Data: Lunedì 15 febbraio 2016

Ora locale 1ª manche: 10:00

Ora locale 2ª manche: 11:15

Pista: Pista Olimpica di Lillehammer

Legenda:
- Pos. = posizione
- Pett. = pettorale
- DNF = gara non conclusa (Did Not Finish)
- in grassetto: miglior tempo di manche